# Ramillies British Cemetery
Ramillies British Cemetery is een Britse militaire begraafplaats gelegen in de Franse plaats Ramillies (Noorderdepartement). De begraafplaats wordt onderhouden door de Commonwealth War Graves Commission.
De begraafplaats telt 175 geïdentificeerde Gemenebest graven uit de Eerste Wereldoorlog.